# 7. вечити дерби у фудбалу
7. вечити дерби у фудбалу је фудбалска утакмица одиграна на стадиону Црвене Звезде у Београду 19. марта 1950. године, између Црвене звезде и Партизана. Утакмица се завршила резултатом 3 : 1 (1 : 1). Голове за Црвену Звезду дали су Томашевић (у 35. минуту првог полувремена), Антић (у првом минуту другог полувремена) и Вукосављевић (у 30. минуту другог полувремена). Гол за Партизан постигао је Пајевић (у 25. минуту првог полувремена).